# Instituto Rio Branco
El Instituto Rio Branco (IRBr) es una institución de capacitación diplomática en Brasil. 
Fundado en 1945, su nombre homenajea a José Maria da Silva Paranhos Junior, Barón de Río Branco, en el centenario de su nacimiento, por haber sido el formulador de la política exterior brasileña a inicios del siglo XX, y también responsable por las negociaciones limítrofes de Brasil con las naciones vecinas.
Desde 1946 el instituto es responsable por la selección y capacitación de los diplomáticos de carrera del Estado brasileño; el ingreso en el instituto se realiza por concurso público.
El instituto también promueve cursos de idiomas, práctica consular y ceremonial para funcionarios del Ministerio de Relaciones Exteriores y, paralelamente, ofrece cursos en temas de política exterior para periodistas y funcionarios que trabajen en el área del comercio exterior en otros organismos de la administración pública.